# دبال
الدُّبَال أو الدَّجَال مادة عضوية تنتج عن تحلل الفرش الحرجي ومعظم مكوناته هي بقايا حيوانية ونباتية متحللة في التربة، تحت تاثير الكائنات الحية..فديدان الأرض مثلا تبتلع عناصر الفرش الحرجي وتخلطها داخل أنبوبها الهضمي بمواد كيميائية فتطرح مخلفات تسمى بالرصراصات، فتتحول تحت تاثير الفطريات والبكتيريات إلى مركب عضوي بسيط.  

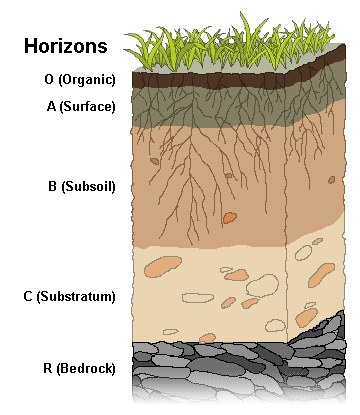
الدبال يمتاز باللون الأسود أو الأسود البني نتيجة تراكم الكربون العضوي، ويستخدم علماء التربة الحروف O, A, B, C, E لتحديد الطبقات الرئيسية ويستخدمون الحروف الصغيرة لتحديد الحدود بينها
الطبقة السطحية A
الطبقة تحت التربة B
الطبقة الوسطى C
الطبقة العضوية التي توجد في بعض أنواع التربة على السطح هي O وأحياناً تكون مندفنة
الطبقة الرئيسية ناقصة المعادن E
المهاد الصخري وهو ليس من التربة R

مرحلة التدبل: بعد تشكل المادة العضوية البسيطة تتحول هذه الأخيرة تحت تاثير المتعضيات المجهرية إلى أحماض دبالية تتنافر مع الجزيئات الطينية وإذا ما توفر بالوسط أملاح معدنية فإن هده الأخيرة ترتبط بالأحماض الدبالية من جهة وبالجزيئات الطينية من جهة أخرى مكونة المركب الطيني الدبالي.

## مواصفاته
لونه أسمر داكن أو يميل إلى السواد لا يذوب في الماء بل يكون مع الماء محلولا غرويا ويذوب بدرجة كبيرة في المحاليل القلوية ولا سيما بالغليان مكونا مستخلصا داكن اللون يترسب قسم كبير من هذا المستخلص عند معالجته بالأحماض المعدنية.

## تركيبه
يحتوي دبال التربة على نحو 45% من مركبات اللجنين و 35% مواد بروتينية و 11% مواد كاربوهيدراتية و 3% دهون وشموع و 6% مواد عضوية أخرى، وتبلغ نسبة الكاربون إلى النتروجين في الدبال 10-14 :1 ولا توجد في الدبال عادة حالة توازن ثابت بل يوجد في توازن متحرك حيث تتزايد كمية الدبال في التربة باستمرار وذلك بسبب ورود مواد عضوية جديدة إلى التربة من جانب ومن جانب أخر يتناقص دبال التربة أيضا بسبب انحلاله المستمر. كما يتغير الدبال في تركيبه من تربة إلى أخرى وذلك تبعا للظروف البيئية وأحوال الجو لأنه يخضع في تكوينه لعوامل الحرارة والرطوبة والتهوية وأسلوب الزراعة ونوع النبات وغيرها من العوامل. وإن أي اختلاف في هذه العوامل يؤدي بالتالي إلى تغيير في تركيب الدبال وبالتالي تغيير نسبة الكاربون إلى النتروجين. كما يختلف تركيب الدبال في الطبقات المختلفة للتربة الواحدة حيث يوجد الدبال في التربة بأعلى نسبة على السطح ثم تقل نسبته تدريجيا في عمق التربة، ويمكن للدبال أن يمتص من الماء كمية تعادل 25 مرة من وزنه ولهذه الخاصية أهمية كبيرة في قدرة التربة الحاوية على الدبال في الاحتفاظ بمائها خلال فترات الجفاف.

## أهمية الدبال في خصوبة التربة
إن قدرة الدبال في تحسين مواصفات التربة والتي تتمثل في تجميع حبيبات هذه التربة ولا تتوقف هذه الأهمية على صفاته الغروية فقط ولكن تعود إلى كونه بيئة مناسبة وخصبة للكائنات الدقيقة والتي تكون مواد مخاطية تعمل على ربط حبيبات التربة، وللدبال دور مهم كونه بيئة مناسبة لمختلف الكائنات الدقيقة (الميكروبات) النافعة حيث تعيش عليه وتتغذى منه ولا تقتصر أهمية هذه الكائنات المهم في تثبيت النتروجين الجوي في التربة بل يمتد إلى كونها العنصر الفعال والهام في تحول بعض العناصر الضرورية لتغذية النبات من صيغتها بشكل مركبات عضوية غير صالحة للامتصاص إلى عناصر صالحة للامتصاص يمكن للنبات امتصاصها بسهولة. كما أن الدبال يحتوي على محفزات النمو كالاوكسينات الضرورية لنمو النبات، وتتضح أهمية الدبال بأنه يعد مخزنا للأغذية الضرورية لنمو النبات حيث تكون العناصر الغذائية مخزنة فيه وتخرج منه شيئا فشيئا وبشكل يلائم نمو النبات تدريجيا حيث بوجود الدبال يجد النبات دائما في متناوله عناصر غذائية جديدة. كما يساعد الدبال في نمو الميكروبات المضادة لنمو الفطريات الضارة ولنمو البكتريا والديدان المسببة لأمراض النبات.

## مواقع خارجية
- مركز الإمارات للمعلومات البيئية والزراعية

## انظر أيضًأ
- مادة عضوية ترابية